# Національна дорога 19 (Польща)
Національна дорога 19 — національна дорога класу GP і на деяких ділянках класу S, у східній Польщі, довжиною 592 км, що проходить поздовжньо через такі воєводства: Підляське, Мазовецьке, Люблінське та Підкарпатське. З'єднує три агломерації у східній Польщі: Білосток, Люблін і Жешув. Дорога є європейським коридором, що з'єднує Словаччину з країнами Балтії. Траса на ділянці Люблін — Коцьк має узбіччя з твердим покриттям. Окрім швидкісних ділянок, ділянка Немце — Цецежин є національною дорогою з подвійним рухом.

## Розширення дороги
У перспективі роль дороги 19 відіграє швидкісна траса S19, яка її замінить.